# Syusgen
Syusgen är en ort i Azerbajdzjan.   Den ligger i distriktet Qax Rayonu, i den norra delen av landet, 280 km väster om huvudstaden Baku. Syusgen ligger 454 meter över havet och antalet invånare är 211.
Terrängen runt Syusgen är varierad. Närmaste större samhälle är Qax, 4,7 km sydost om Syusgen.
Omgivningarna runt Syusgen är en mosaik av jordbruksmark och naturlig växtlighet. Runt Syusgen är det ganska glesbefolkat, med 36 invånare per kvadratkilometer.